# Alfredo Ilg

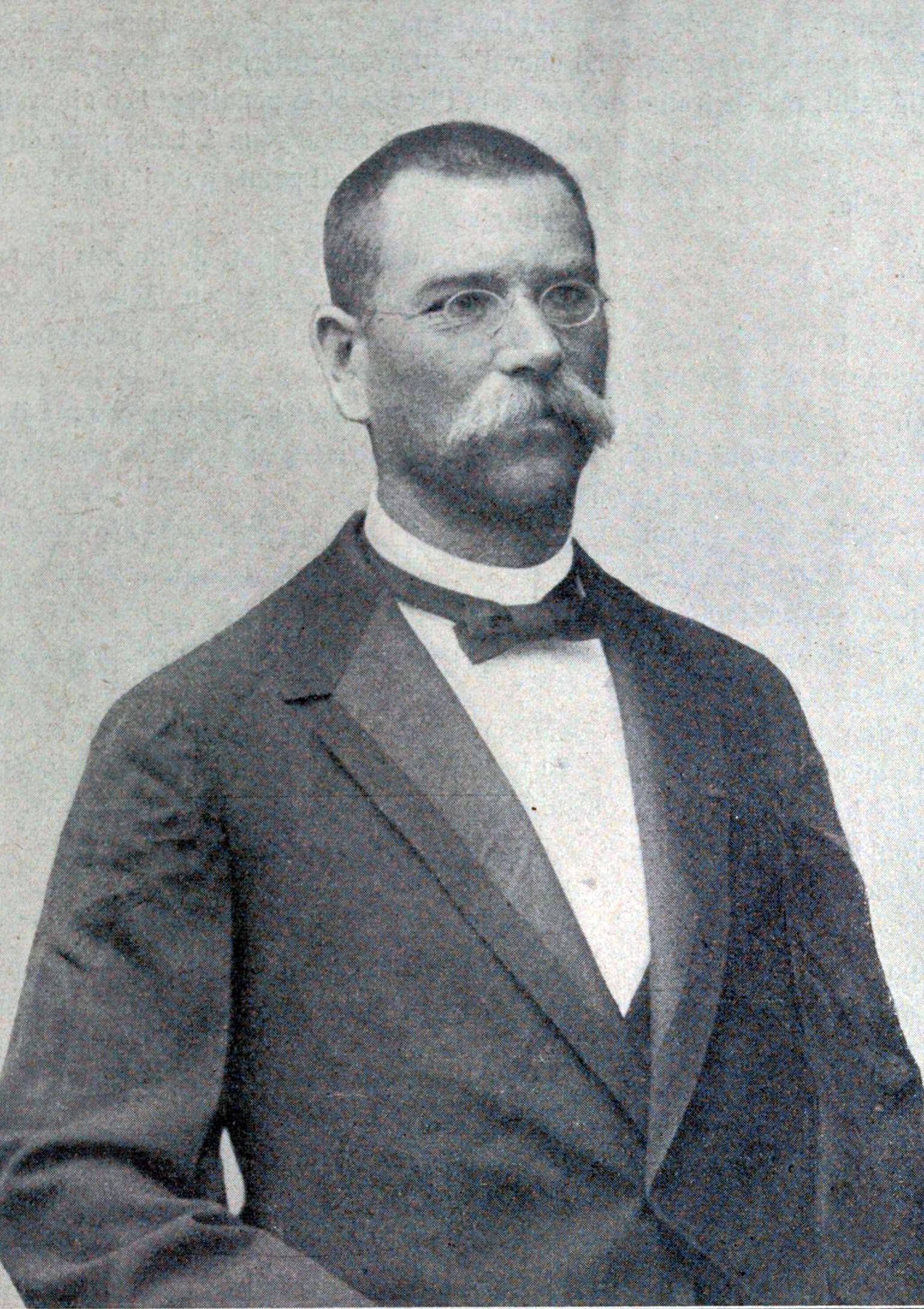
Alfred Heinrich Ilg

Alfredo Enrico Ilg (Frauenfeld, 30 marzo 1854 – Zurigo, 7 gennaio 1916) è stato un ingegnere svizzero, progettista di ferrovie e consigliere dell'imperatore Ménélik II.

## Biografia

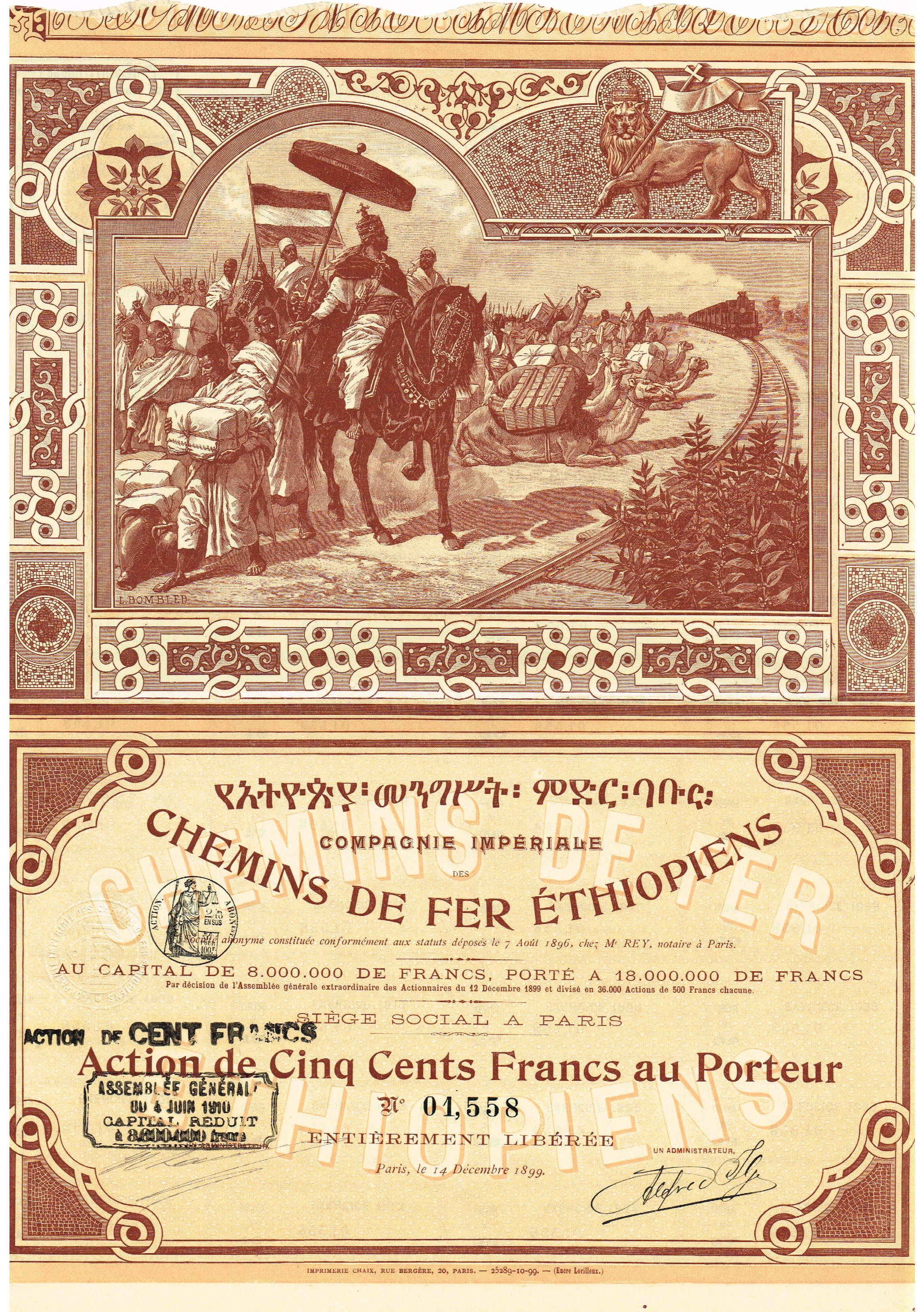
Certificato azionario della Compagnia imperiale delle ferrovie etiopiche sottoscritto da Alfred Ilg nel 1899

Nel 1879 venne inviato da una società svizzera alla corte di Menelik II, negus di Shewa il futuro imperatore di Etiopia dal 1889.
Alfred Ilg collaborò con Arthur Rimbaud in vari affari commerciali tra 1887 e 1891 .
Una volta giunto in Etiopia imparò l'amarico e si adoperò allo sviluppo cittadino di Addis Abeba, la nuova capitale. Si occupò della produzione di armi e munizioni allo scopo di affrancare il paese dall'importazione delle stesse.
Dal 1896 Alfred Ilg fu ambasciatore di Etiopia in Europa. Nel 1894 divenne uno dei concessionari della Compagnie Impériale des Chemins de Fer Éthiopiens e si adoperò alla progettazione e costruzione della ferrovia Gibuti-Addis Abeba e organizzò un servizio postale. Fu progettista e responsabile del primo acquedotto della città e dell'installazione della corrente elettrica nel palazzo imperiale nel 1905. Fu sovrintendente alle costruzioni di numerosi edifici e operò come chef de protocolle e segretario imperiale. Venne insignito della "Stella d'Etiopia" e ottenne numerosi riconoscimenti per la sua attività in favore del paese. Nel 1907 in seguito all'aumentata influenza europea nel paese si dimise dagli incarichi ritornando in Svizzera e stabilendosi a Zurigo. Ivi si spense il 7 gennaio 1916.